# José María Couto
José María Couto e Ibea (Puebla, Puebla, circa 1770-ibídem, 1828) fue un sacerdote católico y diputado novohispano de ideología liberal.

## Semblanza biográfica
Realizó sus primeros estudios en el Seminario Palafoxiano, obtuvo un doctorado en Teología en la Universidad de México. Fue párroco en su ciudad natal. Fue rector del Colegio de San Ildefonso.
En 1810, fue elegido diputado suplente por la provincia de Guadalajara para las Cortes de Cádiz. Formó parte de las comisión que promulgó la libertad de imprenta y de la comisión de Hacienda. En 1814, fue uno de los seis diputados novohispanos que fueron perseguidos y encarcelados durante la restauración del régimen absolutista de Fernando VII.
Durante el trienio liberal nuevamente fue diputado, al consolidarse la Independencia de México fue canónigo en Valladolid (hoy Morelia). Se desempeñó como senador y diputado del nuevo país. Murió en su ciudad natal en 1828.